# Formation de San Carlos
La Formation de San Carlos est une formation géologique que l'on trouve dans l'ouest du Texas aux États-Unis, elle date de la fin du Crétacé supérieur (Campanien).
On y trouve notamment des fossiles de dinosaures, en particulier de Pachycephalosauridae, .